# マリアーナ・マントヴァーナ
マリアーナ・マントヴァーナ（伊: Mariana Mantovana）は、イタリア共和国ロンバルディア州マントヴァ県にある、人口約800人の基礎自治体（コムーネ）。

## 地理

### 位置・広がり

#### 隣接コムーネ
隣接するコムーネは以下の通り。
- アックアネグラ・スル・キエーゼ
- アーゾラ
- ピューベガ
- レドンデスコ

### 気候分類・地震分類
気候分類では、zona E, 2388 GGに分類される。
また、イタリアの地震リスク階級 (it) では、zona 3 (sismicità bassa) に分類される。